# Póka Éva
Póka Éva (Szabadka, 1956. március 4. –) magyar színésznő, rendező.

## Életpályája
1980-ban végzett a Színház- és Filmművészeti Főiskolán Simon Zsuzsa osztályában. 1980-tól 1982-ig szülővárosában, a Szabadkai Népszínház, 1983-tól 1988-ig a Fővárosi Operettszínház tagja volt. Azóta szabadfoglalkozású színművésznő. 1986-tól játszik a Madách Színházban. Vendégművészként szerepelt Újvidéken a Szerb Színházban, az Örkény Színházban és a Benkő Gyula Színházban. Zenés műfajokban otthonos, sanzonokat és táncdalokat is énekel. A leányfalusi Szekér Színházban rendezőként is tevékenykedik. Tanítással is foglalkozik.

## Fontosabb színházi szerepei
- Marin Držič: Dundo Maroje... Petrunjella
- Georg Kreisler: Lola Blau... Lola Blau
- Joseph Kesselring: Arzén és levendula... Elaine
- Honoré de Balzac – Kaló Flórián: Pajzán históriák... Piciné; Szépség
- Heltai Jenő: A néma levente... Gianetta
- Kálmán Imre: Csárdáskirálynő... Szilvia (Újvidék)
- Ábrahám Pál: Bál a Savoyban... Daisy
- Hamlish: A mi dalunk szól... Sonia
- Máté Péter – Bogár Richárd–Urbán Gyula: Kaméleon... Kati
- Míkisz Theodorákisz – Níkosz Kazandzákisz: Zorba, a görög... narrátor
- T. S. Eliot – Andrew Lloyd Webber: Macskák... Cassandra
- Claude Magnier: Mona Marie mosolya... Geneviéve
- Valentyin  Petrovics Katajev: A kör négyszögesítése... Ludmilla
- Zágon István – Nóti Károly – Eisemann Mihály: Hyppolit, a lakáj... Julcsa
- Stephen Sondheim – Hugh Wheeler: Egy nyári éj mosolya... Mrs. Segstrom
- Várkonyi Mátyás – Bródy János: Will Shakespeare vagy akit akartok... 2. utcalány
- Karel Čapek: Rovarok...
- Lakatos Menyhért – Fátyol Tivadar: Átok és szerelem... Rinza
- Molière: Tudós nők... Marie
- Jacques Demy – Michel Legrand: Cherbourgi esernyők... Geneviéve
- Madarász Iván: Robin Hood... Marianna
- Tolcsvay László: Isten pénze... Mosónő
- Müller Péter: Lugosi – A vámpír árnyéka... Bárónő
- D. R. Wilde: Mennyből az angyal... Mrs. Wheeler
- Bilisics Márton – Szabadhegyi Mihály: Kocsonya Mihály házassága... Diána, Berbencze Péter leánya (Szekér Színház)
- William Shakespeare – Bernard J. Taylor: Sok hűhó... Beatrice
- Szakcsi Lakatos Béla – Csemer Géza: A bestia...
- Peter Shaffer: EQUUS... Hesther Salomon (bírónó)
- Naszvagyi Tamás – Rajnai Sándor – Burák Ádám: Végállomás... Koldus (A nő)
- A legény, akit úgy hívtak, hogy Kilenc  (Tabulatúra-produkció Póka Éva közreműködésével)

## Önálló est
- Falusi kislány Pesten

## Rendezései
- Móricz Zsigmond: Szerelem (Szekér Színház)
- Jókai Mór: Színészkordé (Szekér Színház)
- Jókai Mór: A debreceni lunátikus (Szekér Színház)
- Arany János: Arany-mesék (Szekér Színház)

## Filmek tv
- show-műsorok, musicalek, újévi gálakoncert
- Ami a szívemen, a számon (zenés műsor)
- Tudós nők  (színházi közvetítés, 1980)
- Úri jog (Zenés TV színház) (1981)
- Szeret-e még?  (zenés műsor, 1984)
- Robin Hood  (magyar musical, 1990)
- Petőfi Sándor bordalai  (magyar zenés film, 2000)